# La Cortada
La Cortada és una masia al sud del terme municipal de Puig-reig (Berguedà) inclosa en l'Inventari del Patrimoni Arquitectònic de Catalunya.

## Arquitectura
Masia coberta a dos vessants, orientada a migdia, amb un seguit de corrals i edificacions annexes de la mateixa època.
Masia d'estructura clàssica, amb coberta a dues vessants i amb el carener perpendicular a la façana, orientada a migdia, on s'obren finestres allindanades i la porta. Aquesta dona a una era enllosada i a l'església de la masia, Sant Miquel de la Cortada. L'eix central de la masia coincideix amb la nau central o crugia central. Al mur de ponent hi ha un petit cos on hi ha una tina de pedra destinada a guardar-hi el vi i una petita eixida coberta.
Les edificacions annexes a la masia (corrals, pallissa, etc.) són adossades al mur de tramuntana i, com la mateixa masia, corresponen a una obra unitària.

## Història
La masia de la Cortada és documentada des del segle xv com una de les grans masies del terme casteller de Puig-reig. Formava part del conjunt de propietats alodials de la família Cortada dels Llucs que residia a la parròquia de Santa Maria de Merlès. Al segle xvii varen obtenir permís per a poder-se enterrar a la capella familiar de Sant Miquel, en un període en què els Cortada eren batlles de Puig-reig.